# Octobre 1886

## Événements
- 7 octobre : abolition de l'esclavage à Cuba.

- 10 octobre, Canada : création des parcs nationaux des Glaciers et de Yoho.

- 12 octobre : le docteur Miguel Juárez Celman est élu président de la République Argentine. Il succède à Julio Argentino Roca qui respecte le principe de la non-rééligibilité. Il essayera de maintenir la prospérité aux dépens de la stabilité monétaire. La crise économique de 1890 le contraindra à terminer son mandat avant terme.

- 14 octobre : élection générale québécoise de 1886. Les libéraux de Honoré Mercier remporte cette élection.

- 28 octobre : la statue de la Liberté est dévoilée dans le port de New York.

- 29 octobre et 1er novembre : arrangement entre l’Allemagne et le Royaume-Uni pour le partage de l’Afrique orientale partageant les « zones d’influence ». La souveraineté de Zanzibar est limitée à une bande côtière de 10 miles de large. La côte du Kenya est louée par le Sultan à la Grande-Bretagne, la côte sud (Tanganyika) passe à l’Allemagne.

- 30 octobre, France : loi René Goblet sur la laïcisation du personnel des écoles publiques.

## Naissances
- 3 octobre : Alain-Fournier, écrivain français († 1914).
- 6 octobre : Edwin Fischer, pianiste suisse († 1960).
- 7 octobre :
  - Johannes Tielrooy (mort le 17 août 1953), critique littéraire néerlandais.
  - Ellen Ferslev (date et lieu de décès inconnus), actrice danoise.

- 16 octobre : David Ben Gourion, homme d'État israélien († 1973).
- 17 octobre : Spring Byington, actrice américaine († 7 septembre 1971).

- 21 octobre : Eugene Burton Ely, aviateur († 1911).
- 23 octobre : Charles Crupelandt, coureur cycliste français († 18 février 1955).